# 제19회 골든 글로브상
제19회 골든 글로브상은 1961년 상영된 영화 중 가장 뛰어난 영화를 수상하기 위해 1962년 3월에 열린 시상식이다. 미국,캘리포니아/비버리 힐튼 호텔에서 개최되었다.

## 수상 및 후보

### 세실 B. 데밀 상
- 주디 갈랜드 수상

### 작품상-드라마
- 나바론 요새 - J. 리 톰슨 수상
- 초원의 빛 - 엘리아 카잔

### 여우주연상-드라마
- 썸머 앤 스모크 - 제라르딘 페이지 수상
- 아이의 시간 - 셜리 맥클레인
- 월터의 선택 - 클로디아 맥닐
- 초원의 빛 - 나탈리 우드

### 남우주연상-드라마
- 뉘른베르크의 재판 - 맥시밀리안 쉘 수상
- 허슬러 - 폴 뉴먼
- 월터의 선택 - 시드니 포이티어
- 초원의 빛 - 워런 비티

### 작품상-뮤지컬코미디
- 웨스트 사이드 스토리 - 제롬 로빈스 외 수상
- 머조러티 오브 원 - 머빈 르로이 수상

### 여우주연상-뮤지컬코미디
- 머조러티 오브 원 - 로사린드 러셀 수상
- 플라워 드럼 송 - 우메키 미요시

### 남우주연상-뮤지컬코미디
- 포켓에 가득찬 행복 - 글렌 포드 수상
- 천국의 독신남 - 밥 호프

### 여우조연상
- 웨스트 사이드 스토리 - 리타 모레노 수상
- 뉘른베르크의 재판 - 주디 갈랜드

### 남우조연상
- 웨스트 사이드 스토리 - 조지 샤키리스 수상
- 허슬러 - 재키 글리슨
- 허슬러 - 조지 C. 스콧

### 외국어 영화상
- 두 여인 - 비토리오 데 시카 수상
- 굿 솔저 슈웨익 - Axel von Ambesser
- 임포턴트 맨 - Ismael Rodriguez

### 감독상
- 뉘른베르크의 재판 - 스탠리 크레이머 수상
- 엘 시드 - 안소니 만

### 음악상
- 나바론 요새 - 디미트리 티옴킨 수상

### 주제가상
- 타운 위드 피티 - 디미트리 티옴킨 수상